# Girl Happy
Girl Happy (conocida en español como Loco por las muchachas en España, Loco por las chicas en Argentina, y Rubia contra pelirroja en México) es una película de comedia romántica de género «fiesta en la playa» estadounidense de 1965 protagonizada por Elvis Presley en su decimoctavo largometraje. La película ganó un cuarto premio Laurel Award en la categoría Mejor musical de 1965. Contó con la canción «Puppet on a String», que alcanzó el puesto 14 en el Billboard Hot 100, (posicionándose por encima de canciones como Day Tripper de The Beatles)   el puesto 3 en la lista Adult Contemporary y en Canadá, y fue certificado disco de oro por la RIAA.

## Argumento
El cantante de club nocturno Rusty Wells (Presley) y su banda acaban de cerrar su compromiso en el club donde trabajan en Chicago y están a punto de partir para su viaje anual de vacaciones de primavera a Fort Lauderdale, Florida, hasta que el dueño del club, Big Frank (Harold Stone), extiende su estadía en su club, frustrando los planes de la banda de disfrutar del sol y la diversión en Florida.
Al mismo tiempo, la hija de Big Frank, la estudiante universitaria Valerie (Shelley Fabares) también se toma sus vacaciones de primavera en Lauderdale con sus amigos, lo que preocupa enormemente a su padre. Entonces, por sugerencia de Rusty (quien ve esta situación como una oportunidad para él y los muchachos de ir a Fort Lauderdale después de todo), Big Frank contrata a Rusty y su banda para hacer el viaje a Fort Lauderdale para cuidar a Valerie y asegurarse de que no entre en problemas. Pero la tarea no es fácil porque Rusty y los chicos luchan por mantener al estudiante italiano de intercambio enloquecido por el sexo Romano (Fabrizio Mioni) lejos de Valerie, mientras que al mismo tiempo Rusty tiene que seguir explicando la situación a su cita, una chica llamada Deena (Mary Ann Mobley), que no tiene paciencia con los chicos que la dejan plantada o la hacen esperar.
La vigilancia de Rusty sobre Valerie finalmente lleva a que los dos se enamoren (después de que Rusty acompaña a Valerie a su habitación de motel y le da una serenata con «Puppet on a String»). Sin embargo, después de que Big Frank le revela a Valerie que le está pagando a Rusty para que sea su acompañante, Valerie se enoja y se siente devastada hasta el punto de ir a un club nocturno local, emborracharse y comenzar un disturbio, lo que lleva a todos a la cárcel.
Cuando Big Frank llega a Fort Lauderdale para sacar a Valerie de la cárcel, al principio está enojado con Rusty. Pero después de ver que Valerie se ha enamorado de Rusty, Big Frank hace las paces con Rusty, lo que permite que Rusty y Valerie reaviven su relación.

## Reparto
- Elvis Presley como Rusty Wells.
- Shelley Fabares como Valerie Frank.
- Harold Stone como Big Frank.
- Gary Crosby como Andy.
- Joby Baker como Wilbur.
- Jimmy Hawkins como Doc.
- Nita Talbot como Sunny Daze.
- Mary Ann Mobley como Deena Shepherd.
- Fabrizio Mioni como Romano Orlada.
- Jackie Coogan como el Sargento Benson.
- John Fiedler como el Sr. Penchill.
- Chris Noel como Betsy.
- Gail Gilmore como Nancy (acreditada como Gale Gilmore).
- Beverly Adams como Chica #2 (sin acreditar).
- Dan Haggerty como Charlie (sin acreditar).
- Red West como extra en el Kit Kat Club (sin acreditar).

## Producción
Aunque MGM presentó Girl Happy como una película de fiesta en la playa ( con lemas como Elvis brings his beat to the beach!, «¡Elvis trae su ritmo a la playa!») y aunque Presley había aparecido sin camisa en películas anteriores, nunca volvería a aparecer sin camisa durante el resto de su carrera profesional. Para Girl Happy, Presley usa camisas de manga larga durante la mayor parte de la película, incluso mientras practica esquí acuático.
El rodaje comenzó el 22 de junio de 1964 y terminó a finales de julio. Aunque la película está ambientada en Fort Lauderdale, Presley no filmó ninguna escena en la ciudad. El rodaje principal se realizó en los estudios MGM y las escenas de playa se filmaron en el sur de California. Solo el rodaje de la segunda unidad se realizó en Fort Lauderdale.
Los títulos alternativos considerados fueron The Only Way to Love y Girl Crazy. Joe Pasternak había producido la película similar de vacaciones de primavera Where the Boys Are, también ambientada en Fort Lauderdale en 1960.
Shelley Fabares, Mary Ann Mobley y Chris Noel aparecieron cada una en una película de fiesta en la playa antes de Girl Happy: Fabares en Ride the Wild Surf, y tanto Mobley como Noel en Get Yourself a College Girl. Shelley Fabares canta «Spring Fever» a dúo con Elvis, y Nita Talbot canta la canción «Read All About It». Esta fue la primera de tres películas en las que Fabares coprotagonizó con Elvis.

## Recepción
Howard Thompson de The New York Times escribió que la película «serpentea familiarmente» y que «el flujo constante de melodías, tan rítmicas como poco originales» fue su «gracia salvadora». Variety lo llamó «otro musical ganador», y agregó: «Una historia sin la carga de nada más que ligereza y una docena de números de canciones interpretados a todo pulmón en el estilo habitual del cantante brindan el tipo de comida agradable que los fanáticos de Presley esperan». Margaret Harford de Los Angeles Times calificó la película como «otro 'musical de playa' que parece más animado y fresco que la mayoría». The Monthly Film Bulletin lo llamó «en gran medida un vehículo Presley estándar. En otras palabras, Elvis es lo único realmente interesante al respecto».

## Medios domésticos
La película hizo su debut en video casero en 1988, siendo estrenada en VHS. Cuando se reeditó en VHS en 1997, se eliminó la canción «Startin' Tonight». Finalmente se reintegró a la película cuando hizo su debut en DVD en 2007.